# Leopold Gmelin
Leopold Gmelin (født 2. august 1788, død 13. april 1853) var en tysk kemiker, søn af Johann Friedrich Gmelin.
Gmelin studerede i Göttingen og Tübingen, tog den medicinske doktorgrad 1809, berejste Østerrig og Italien og blev 1813 assistent hos Stromeyer i Göttingen; 1814 blev han ekstraordinær professor i kemi i Heidelberg. Vinteren 1814—15 tilbragte han i Paris, hvor han studerede i Vauquelins laboratorium. Senere forblev han i Heidelberg som ordentlig professor i medicin og kemi.
Af hans arbejder fortjener frem for alt hans Handbuch der Chemie at nævnes, der først udkom 1817, og som 1843 udkom i 4. oplag. Det var et monumentalt arbejde, hvis betydning strækker sig til nutiden; 1875—97 udkom 6. oplag af Gmelins Handbuch der anorganischen Chemie, i ny bearbejdelse udgivet af Karl Kraut under medvirkning af Albert Hilger og den danske kemiker S.M. Jørgensen.
7. oplag, der benævntes: Gmelin/Kraut: Handbuch der anorganischen Chemie, blev fra 1905 udgivet af Carl Friedheim i Bern, støttet af talrige medarbejdere. 8. oplag (i 760 bind) udkom 1924-80, med supplementbind frem til 1997. Den organiske del af håndbogen blev derimod allerede 1881 afløst af Friedrich Konrad Beilsteins Handbuch der organischen Chemie.